# Peter Ijeh
Peter Ijeh (ur. 28 marca 1977 w Lagos) – nigeryjski piłkarz grający na pozycji napastnika.

## Kariera klubowa
Swoją karierę piłkarską Ijeh rozpoczął w klubie Nitel United z miasta Lagos. W 1998 roku zadebiutował w jego barwach w nigeryjskiej Premier League. W 1999 roku przeszedł do innego klubu z Lagos, Julius Berger FC. W 2000 roku wywalczył z nim mistrzostwo Nigerii oraz zdobył Superpuchar Nigerii.
W 2001 roku Ijeh został zawodnikiem szwedzkiego Malmö FF. Swój debiut w nim zanotował 21 kwietnia 2001 w wygranym 4:0 wyjazdowym meczu z Djurgårdens IF. W debiucie zdobył gola. W 2002 roku wywalczył z Malmö wicemistrzostwo Szwecji, a sam z 24 golami został królem strzelców ligi szwedzkiej. W Malmö występował do końca 2003 roku.
Latem 2004 Ijeh przeszedł do IFK Göteborg. W IFK zadebiutował 4 kwietnia 2004 roku w zremisowanym 0:0 wyjazdowym meczu z Kalmarem FF. W 2005 roku został z IFK wicemistrzem kraju.
Latem 2005 roku Ijeh został piłkarzem duńskiego FC København. W duńskiej lidze po raz pierwszy wystąpił w 24 lipca 2005 w wygranym 2:0 domowym meczu z AC Horsens. W sezonie 2005/2006 został z klubem z Kopenhagi mistrzem Danii.
W połowie 2006 roku Ijeh ponownie zmienił klub i podpisał kontrakt z Vikingiem. Swój debiut w nim zanotował 2 lipca 2006 roku w przegranym 1:3 domowym meczu z Rosenborgiem Trondheim, w którym strzelił gola. W Vikingu grał do końca sezonu 2009.
W 2010 roku Ijeh wrócił do Szwecji i został piłkarzem występującego w drugiej lidze klubu Syrianska FC. Na koniec 2010 roku awansował z nim do pierwszej ligi. W 2012 roku odszedł z Syrianski do GAIS. W GAIS zadebiutował 31 marca 2012 w zremisowanym 0:0 domowym meczu z BK Häcken. Po zakończeniu sezonu 2012 rozwiązał kontrakt z GAIS i zakończył karierę.
| Sezon   | Klub             | Kraj     | Rozgrywki      | Mecze | Bramki |
| ------- | ---------------- | -------- | -------------- | ----- | ------ |
| 1998    | Nitel United     | Nigeria  | Premier League | ?     | ?      |
| 1999    | Julius Berger FC | Nigeria  | Premier League | ?     | ?      |
| 2000    | Julius Berger FC | Nigeria  | Premier League | 27    | 15     |
| 2001    | Malmö FF         | Szwecja  | Allsvenskan    | 20    | 4      |
| 2002    | Malmö FF         | Szwecja  | Allsvenskan    | 23    | 24     |
| 2003    | Malmö FF         | Szwecja  | Allsvenskan    | 17    | 10     |
| 2004    | IFK Göteborg     | Szwecja  | Allsvenskan    | 24    | 10     |
| 2005    | IFK Göteborg     | Szwecja  | Allsvenskan    | 12    | 3      |
| 2005/06 | FC København     | Dania    | Superligaen    | 16    | 4      |
| 2006    | Viking FK        | Norwegia | Tippeligaen    | 15    | 11     |
| 2007    | Viking FK        | Norwegia | Tippeligaen    | 23    | 18     |
| 2008    | Viking FK        | Norwegia | Tippeligaen    | 14    | 1      |
| 2009    | Viking FK        | Norwegia | Tippeligaen    | 26    | 9      |
| 2010    | Syrianska FC     | Szwecja  | Superettan     | 27    | 17     |
| 2011    | Syrianska FC     | Szwecja  | Allsvenskan    | 20    | 5      |
| 2012    | GAIS             | Szwecja  | Allsvenskan    | 18    | 2      |

## Kariera reprezentacyjna
Swój jedyny mecz w reprezentacji Nigerii Ijeh rozegrał w 2002 roku.